# Melton (textil)
Melton je vlněná tkanina z česané příze v osnově a z mykaného útku.
Látka se tká v plátnové nebo keprové vazbě s poměrně řídkou dostavou a upravuje speciální apreturou.
Meltonová apretura spočívá v tom, že se tkanina po obou stranách valchuje, z takto vzniklé plsti odstraní postřihováním odstávající “divoká” vlákna a dekatováním fixuje stejnoměrný povrch.
Lehčí meltonové tkaniny se používají na pánské obleky, těžší na pánské a dámské pláště.
Název pochází od anglického Melton Mowbray (domorodci zvané Melton), což je menší město (cca 25 000 obyvatel) v hrabství Leicester. První zmínka o meltonové tkanině odtud je známa z roku 1823.

## Meltonky
(regionálně také: meltónky) byly zimní boty se svršky z meltonové tkaniny sahajícími nad kotníky, s postranním zapínáním na knoflíčky. Firma Baťa je začala vyrábět ve 20. letech 20. století a podle některých pamětníků se nosily ještě v 60. letech.